# Benoît Pedretti
Pour les articles homonymes, voir Pedretti.
Benoît Pedretti, né le 12 novembre 1980 à Audincourt (Doubs), est un footballeur international français qui évoluait au poste de milieu de terrain, reconverti en entraîneur.
Il a remporté un titre de champion de France de Ligue 1 avec l’Olympique lyonnais (2006) et deux titres de champion de D2 avec Sochaux (2001) et l'AS Nancy-Lorraine (2016).
Avec l'équipe de France, il a aussi remporté la Coupe des Confédérations en 2003 et atteint la finale de l’Euro Espoirs en 2002. Il honore 22 sélections entre 2002 et 2005.

## Biographie

### Enfance et formation
Dès l'âge de sept ans, le jeune Pedretti signe sa première licence dans le club d'Audincourt. Il y reste jusqu'à quinze ans, disputant au passage le Championnat de France. Sollicité par le FC Sochaux-Montbéliard, il intègre logiquement le centre de formation. Aux côtés de joueurs comme El-Hadji Diouf, Camel Meriem ou Pierre-Alain Frau, il joue la finale de la coupe de France et une demi-finale de Coupe Gambardella.
Lorsque Jean-Claude Plessis accède à la présidence du club fin 1999, Pedretti ne fait pas partie des joueurs retenus dans le groupe professionnel et végète en Promotion de Ligue, au sein de l'équipe C. À l'été 2000, Jean Fernandez lui donne sa chance. Il remplace Jean-Michel Ferri, le capitaine d'alors, se faisant expulser lors d'un match d'avant-saison. Essai concluant, Pedretti ne quitte plus le groupe.

### 1999-2004: Débuts professionnels avec Sochaux
Formé et révélé au FC Sochaux, Benoît Pedretti joue son premier match professionnel en 1999 alors que le club franc-comtois évolue en D2. Lors de cette saison, Sochaux échoue à une place du podium mais la saison suivante, Pedretti devient, malgré son inexpérience, pilier de l'équipe au point qu'il prend part à tous les matches et devient champion de D2 en 2001 puis capitaine de la formation sochalienne.
En D1, Pedretti est tout aussi régulier et dispute la Coupe UEFA.
Il soulève la Coupe de la Ligue en tant que capitaine en 2004, aux côtés d’une génération sochalienne dorée dont il était le porte-étendard local avec Pierre-Alain Frau.

### 2004-2006: Échecs à Marseille puis Lyon
En 2004, il quitte son club formateur et rejoint l'Olympique de Marseille où il portera le numéro 17, mais il n'arrive pas à se fondre dans le collectif du fait de l'instabilité régnant au club. En effet, de nombreux transferts sont réalisés et José Anigo est remplacé par Philippe Troussier au poste d'entraîneur en cours de saison. Alors que les supporters marseillais s'attendent à ce que Pedretti confirme une fin de saison correcte, il signe à l'Olympique lyonnais lors de la saison 2005-2006. Son départ est notamment réalisé grâce à la présence d'une clause dans son contrat prévoyant une facilité de départ en cas de non-qualification en Ligue des champions.
Benoît Pedretti ne parvient pas à assurer sa place de titulaire au sein de l'effectif des champions de France en titre et est la plupart du temps contraint à être remplaçant. Il découvre la Ligue des champions mais prend part à seulement 21 matches de championnat durant son unique saison dans le Rhône.

### 2006-2011: Le renouveau à Auxerre
À l'été 2006, il décide de prendre un nouveau départ et rejoint l'AJ Auxerre, où il s'impose rapidement, en prenant part à plus d'une trentaine de matches de championnat ainsi qu'à six matches de Coupe UEFA durant sa première saison. Lors de la saison suivante, il devient capitaine de l'AJA à la suite du départ de Benoît Cheyrou vers Marseille. Il enchaîne par la suite les bonnes performances, notamment lors du quart de finale de Coupe de la Ligue où il marque un but décisif dans les arrêts de jeu contre son ancienne équipe, l'Olympique de Marseille.

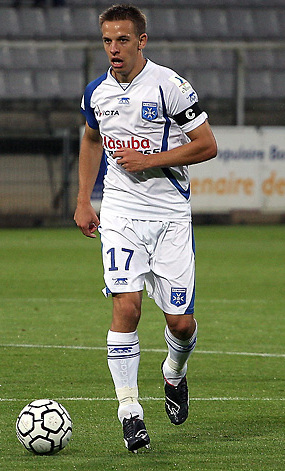
Pedretti sous le maillot auxerrois

Au fil des saisons, il devient un élément essentiel de la formation icaunaise. À la fois leader sur le terrain et en dehors, il est l'un des principaux artisans des solides performances de l'AJA durant un an et demi. Rampe de lancement d'Ireneusz Jelen, sa complicité avec le buteur polonais permet notamment à Auxerre d'arracher la troisième place du championnat 2009-2010.
Engagé alors dans le tour préliminaire de la Ligue des champions, l'AJA élimine l'ambitieux Zenith Saint-Petersbourg (0-1, 2-0). Au match retour, Pedretti est impérial et décisif. Il tire en effet les deux corners repris victorieusement par Cedric Hengbart et Ireneusz Jelen, qui assurent la qualification du club bourguignon.
Blessé à plusieurs reprises lors de la saison 2010-2011, le capitaine auxerrois est éloigné des terrains durant de nombreux mois, et participe à vingt matches de championnat.

### 2011-2018: Nouveaux défis à Lille, Ajaccio puis Nancy
Après avoir passé cinq ans en Bourgogne, il signe un contrat de trois ans en faveur du LOSC le 30 juin 2011, puis après avoir joué plus de 80 matchs sous le maillot losciste, il signe un contrat le 1er août 2013 de deux ans en faveur de l'AC Ajaccio, et rejoint ainsi son ancien coéquipier de Lille, Laurent Bonnart.
Sous son nouveau maillot, il inscrit un but contre le PSG le 18 août 2013 dès la deuxième journée de championnat. Ce sera d'ailleurs le seul d'une saison perturbée par les blessures. Malgré la descente du club en Ligue 2, il fait toujours partie de l'effectif à la reprise de la saison 2014-2015 mais n'est pas conservé à l'issue de celle-ci.
À 34 ans, il n'entend toutefois pas arrêter sa carrière . Il s'engage alors le 1er août avec l'AS Nancy-Lorraine pour un contrat d'une année plus une autre en option. Au milieu d'une équipe nancéienne qui mêle expérience (Chrétien, Hadji, Cétout, Muratori) et jeunes espoirs (Lenglet, Maouassa, Aït Bennasser, Lusamba), Pedretti va vite s'imposer comme leader du milieu de terrain et amener Nancy jusqu'au titre de champion de Ligue 2 en 2016. L'équipe échouera malheureusement à maintenir le club en Ligue 1 lors de la saison 2016-2017, malgré une bonne saison de sa part et un but magnifique sur coup franc inscrit lors du derby face au FC Metz.

### Carrière d'entraîneur
Le 29 janvier 2018, il annonce sa retraite en tant que joueur, afin de prendre le poste d’entraîneur-adjoint de l'AS Nancy-Lorraine. Il exercera cette fonction conjointement aux côtés d'Alain Perrin, puis de Jean-Louis Garcia jusqu'en 2021.
En juin 2021, après un an de formation au CNF Clairefontaine, il est diplômé du DESJEPS mention football.
Pour la saison 2021-2022, il est nommé entraîneur de la réserve nancéienne qui évolue en National 3. Le 24 septembre 2021, à la suite des très mauvais résultats de l'entraîneur de l'équipe première, Daniel Stendel - 0 victoire lors des 10 premières journées de championnat - Benoît Pedretti est nommé entraîneur par intérim de l'équipe professionnelle de Ligue 2 nancéienne dans l'attente de la nomination d'un nouvel entraîneur. Il redevient entraîneur de la réserve après son intérim.
En janvier 2023, à la suite d'une mauvaise série de résultats dans le championnat de National, il est à nouveau nommé entraîneur de l’équipe professionnelle de l'ASNL en remplacement d'Albert Cartier qui lui avait succédé après son court intérim en 2022. Il est écarté en novembre 2023 après notamment une série de huit matchs sans victoire en championnat. ll est remplacé par Pablo Correa,.

### En équipe nationale
Benoît Pedretti connait sa première cape en équipe de France face à la RF Yougoslavie (3-0), le 20 novembre 2002, en remplaçant Lilian Thuram à la 80e minute.
Promis à un brillant avenir après sa formation à Sochaux, il s’est rapidement imposé en équipe de France sous les ordres de Jacques Santini.
Il est sélectionné en équipe de France pour l'Euro 2004 au Portugal puis pour plusieurs matchs des éliminatoires de la Coupe du monde 2006, mais il perd sa place en fin d'année 2005.
Finalement, le joueur aura disputé 22 matchs sous le maillot tricolore et remporte la Coupe des confédérations 2003.

## Statistiques

### Générales
| Saison                | Club                   | Championnat           | Championnat | Championnat | Coupe nationale | Coupe nationale | Coupe de la Ligue | Coupe de la Ligue | Supercoupe | Supercoupe | Compétition(s) continentale(s) | Compétition(s) continentale(s) | Compétition(s) continentale(s) | France | France | Total | Total |
| Saison                | Club                   | Division              | M.          | B.          | M.              | B.              | M.                | B.                | M.         | B.         | Comp.                          | M.                             | B.                             | M.     | B.     | M.    | B.    |
| 1999-2000             | FC Sochaux-Montbéliard | Division 2            | 2           | 0           | -               | -               | -                 | -                 | -          | -          | -                              | -                              | -                              | -      | -      | 2     | 0     |
| 2000-2001             | FC Sochaux-Montbéliard | Division 2            | 38          | 0           | 1               | 0               | 1                 | 0                 | -          | -          | -                              | -                              | -                              | -      | -      | 40    | 0     |
| 2001-2002             | FC Sochaux-Montbéliard | Division 1            | 33          | 0           | 2               | 0               | 1                 | 1                 | -          | -          | -                              | -                              | -                              | -      | -      | 36    | 1     |
| 2002-2003             | FC Sochaux-Montbéliard | Ligue 1               | 35          | 3           | 1               | 0               | 4                 | 0                 | -          | -          | CI                             | 4                              | 0                              | 9      | 0      | 53    | 3     |
| 2003-2004             | FC Sochaux-Montbéliard | Ligue 1               | 33          | 2           | 1               | 0               | 5                 | 0                 | -          | -          | C3                             | 5                              | 0                              | 6      | 0      | 50    | 2     |
| Sous-total            | Sous-total             | Sous-total            | 141         | 5           | 7               | 0               | 11                | 1                 | -          | -          | -                              | 9                              | 0                              | 15     | 0      | 183   | 6     |
| 2004-2005             | Olympique de Marseille | Ligue 1               | 31          | 3           | 1               | 0               | 1                 | 1                 | -          | -          | -                              | -                              | -                              | 7      | 0      | 40    | 4     |
| Sous-total            | Sous-total             | Sous-total            | 31          | 3           | 1               | 0               | 1                 | 1                 | -          | -          | -                              | -                              | -                              | 7      | 0      | 40    | 4     |
| 2005-2006             | Olympique lyonnais     | Ligue 1               | 21          | 2           | 2               | 0               | 1                 | 0                 | 1          | 0          | C1                             | 5                              | 0                              | -      | -      | 30    | 2     |
| Sous-total            | Sous-total             | Sous-total            | 21          | 2           | 2               | 0               | 1                 | 0                 | 1          | 0          | -                              | 5                              | 0                              | -      | -      | 30    | 2     |
| 2006-2007             | AJ Auxerre             | Ligue 1               | 31          | 1           | 1               | 1               | 2                 | 0                 | -          | -          | C3                             | 6                              | 0                              | -      | -      | 40    | 2     |
| 2007-2008             | AJ Auxerre             | Ligue 1               | 37          | 1           | 1               | 0               | 4                 | 2                 | -          | -          | -                              | -                              | -                              | -      | -      | 42    | 3     |
| 2008-2009             | AJ Auxerre             | Ligue 1               | 30          | 1           | 1               | 1               | 1                 | 0                 | -          | -          | -                              | -                              | -                              | -      | -      | 32    | 2     |
| 2009-2010             | AJ Auxerre             | Ligue 1               | 36          | 4           | 4               | 1               | 1                 | 0                 | -          | -          | -                              | -                              | -                              | -      | -      | 41    | 5     |
| 2010-2011             | AJ Auxerre             | Ligue 1               | 20          | 5           | 1               | 0               | 2                 | 1                 | -          | -          | C1                             | 8                              | 0                              | -      | -      | 31    | 6     |
| Sous-total            | Sous-total             | Sous-total            | 154         | 12          | 8               | 3               | 10                | 3                 | -          | -          | -                              | 14                             | 0                              | -      | -      | 186   | 18    |
| 2011-2012             | Lille OSC              | Ligue 1               | 31          | 4           | 3               | 0               | 1                 | 1                 | 1          | 0          | C1                             | 4                              | 1                              | -      | -      | 40    | 6     |
| 2012-2013             | Lille OSC              | Ligue 1               | 29          | 2           | 3               | 0               | 3                 | 0                 | -          | -          | C1                             | 6                              | 0                              | -      | -      | 41    | 2     |
| Sous-total            | Sous-total             | Sous-total            | 60          | 6           | 6               | 0               | 4                 | 1                 | 1          | 0          | -                              | 10                             | 1                              | -      | -      | 81    | 8     |
| 2013-2014             | AC Ajaccio             | Ligue 1               | 14          | 1           | -               | -               | 1                 | 0                 | -          | -          | -                              | -                              | -                              | -      | -      | 15    | 1     |
| 2014-2015             | AC Ajaccio             | Ligue 2               | 27          | 2           | 1               | 0               | 3                 | 0                 | -          | -          | -                              | -                              | -                              | -      | -      | 31    | 2     |
| Sous-total            | Sous-total             | Sous-total            | 41          | 3           | 1               | 0               | 4                 | 0                 | -          | -          | -                              | -                              | -                              | -      | -      | 46    | 3     |
| 2015-2016             | AS Nancy-Lorraine      | Ligue 2               | 33          | 0           | 2               | 0               | 2                 | 0                 | -          | -          | -                              | -                              | -                              | -      | -      | 37    | 0     |
| 2016-2017             | AS Nancy-Lorraine      | Ligue 1               | 26          | 1           | -               | -               | -                 | -                 | -          | -          | -                              | -                              | -                              | -      | -      | 26    | 1     |
| 2017-2018             | AS Nancy-Lorraine      | Ligue 2               | 7           | 0           | 2               | 0               | -                 | -                 | -          | -          | -                              | -                              | -                              | -      | -      | 9     | 0     |
| Sous-total            | Sous-total             | Sous-total            | 66          | 1           | 4               | 0               | 2                 | 0                 | -          | -          | -                              | -                              | -                              | -      | -      | 72    | 1     |
| Total sur la carrière | Total sur la carrière  | Total sur la carrière | 514         | 32          | 29              | 3               | 33                | 6                 | 2          | 0          | -                              | 38                             | 1                              | 22     | 0      | 638   | 42    |

### Matchs internationaux
| Matchs internationaux de Benoît Pedretti | Matchs internationaux de Benoît Pedretti | Matchs internationaux de Benoît Pedretti       | Matchs internationaux de Benoît Pedretti | Matchs internationaux de Benoît Pedretti | Matchs internationaux de Benoît Pedretti         | Matchs internationaux de Benoît Pedretti                    |
| #                                        | Date                                     | Lieu                                           | Adversaire                               | Résultat                                 | Compétition                                      | Notes                                                       |
| ---------------------------------------- | ---------------------------------------- | ---------------------------------------------- | ---------------------------------------- | ---------------------------------------- | ------------------------------------------------ | ----------------------------------------------------------- |
| 1                                        | 20 novembre 2002                         | Stade de France, Saint-Denis, France           | RF Yougoslavie                           | V 3 - 0                                  | Match amical                                     | Entre en jeu à la place de Lilian Thuram à la 80e minute.   |
| 2                                        | 12 février 2003                          | Stade de France, Saint-Denis, France           | Tchéquie                                 | D 0 - 2                                  | Match amical                                     | Entre en jeu à la place d'Emmanuel Petit à la 75e minute.   |
| 3                                        | 29 mars 2003                             | Stade Felix-Bollaert, Lens, France             | Malte                                    | V 6 - 0                                  | Éliminatoires de l'Euro 2004                     | Titulaire.                                                  |
| 4                                        | 30 avril 2003                            | Stade de France, Saint-Denis, France           | Égypte                                   | V 5 - 0                                  | Match amical                                     | Titulaire.                                                  |
| 5                                        | 18 juin 2003                             | Stade de Gerland, Lyon, France                 | Colombie                                 | V 1 - 0                                  | Premier tour de la Coupe des confédérations 2003 | Titulaire.                                                  |
| 6                                        | 20 juin 2003                             | Stade Geoffroy-Guichard, Saint-Étienne, France | Japon                                    | V 2 - 1                                  | Premier tour de la Coupe des confédérations 2003 | Entre en jeu à la place d'Olivier Dacourt à la 55e minute.  |
| 7                                        | 22 juin 2003                             | Stade de France, Saint-Denis, France           | Nouvelle-Zélande                         | V 5 - 0                                  | Premier tour de la Coupe des confédérations 2003 | Titulaire, remplacé par Ousmane Dabo à la 68e minute.       |
| 8                                        | 26 juin 2003                             | Stade de France, Saint-Denis, France           | Turquie                                  | V 3 - 2                                  | Demi-finale de la Coupe des confédérations 2003  | Titulaire.                                                  |
| 9                                        | 29 juin 2003                             | Stade de France, Saint-Denis, France           | Cameroun                                 | V 1 - 0                                  | Finale de la Coupe des confédérations 2003       | Titulaire.                                                  |
| 10                                       | 20 août 2003                             | Stade de Genève, Genève, Suisse                | Suisse                                   | V 2 - 0                                  | Match amical                                     | Entre en jeu à la place de Patrick Vieira à la 46e minute.  |
| 11                                       | 11 octobre 2003                          | Stade de France, Saint-Denis, France           | Israël                                   | V 3 - 0                                  | Éliminatoires de l'Euro 2004                     | Titulaire.                                                  |
| 12                                       | 31 mars 2004                             | Stade de Feyenoord, Rotterdam, Pays-Bas        | Pays-Bas                                 | N 0 - 0                                  | Match amical                                     | Entre en jeu à la place de Claude Makélélé à la 58e minute. |
| 13                                       | 28 mai 2004                              | Stade de la Mosson, Montpellier, France        | Andorre                                  | V 4 - 0                                  | Match amical                                     | Entre en jeu à la place de Claude Makélélé à la 58e minute. |
| 14                                       | 6 juin 2004                              | Stade de France, Saint-Denis, France           | Ukraine                                  | V 1 - 0                                  | Match amical                                     | Entre en jeu à la place de Claude Makélélé à la 83e minute. |
| 15                                       | 17 juin 2004                             | Stade Dr Magalhães Pessoa, Leiria, Portugal    | Croatie                                  | N 2 - 2                                  | Premier tour de l'Euro 2004                      | Entre en jeu à la place d'Olivier Dacourt à la 78e minute.  |
| 16                                       | 18 août 2004                             | Stade de la route de Lorient, Rennes, France   | Bosnie-Herzégovine                       | N 1 - 1                                  | Match amical                                     | Titulaire.                                                  |
| 17                                       | 8 septembre 2004                         | Tórsvøllur, Tórshavn, Îles Féroé               | Îles Féroé                               | V 2 - 0                                  | Éliminatoires de la Coupe du monde 2006          | Titulaire.                                                  |
| 18                                       | 17 novembre 2004                         | Stade de France, Saint-Denis, France           | Pologne                                  | N 0 - 0                                  | Match amical                                     | Titulaire.                                                  |
| 19                                       | 9 février 2005                           | Stade de France, Saint-Denis, France           | Suède                                    | N 1 - 1                                  | Match amical                                     | Titulaire.                                                  |
| 20                                       | 26 mars 2005                             | Stade de France, Saint-Denis, France           | Suisse                                   | N 0 - 0                                  | Éliminatoires de la Coupe du monde 2006          | Titulaire.                                                  |
| 21                                       | 30 mars 2005                             | Stade Ramat Gan, Tel Avi, Israël               | Israël                                   | N 1 - 1                                  | Éliminatoires de la Coupe du monde 2006          | Titulaire.                                                  |
| 22                                       | 31 mai 2005                              | Stade Saint-Symphorien, Metz, France           | Hongrie                                  | V 2 - 1                                  | Match amical                                     | Titulaire.                                                  |

## Palmarès

### En club
- Champion de France en 2006 avec l'Olympique lyonnais
- Vainqueur de la  Coupe de la Ligue en 2004 avec le FC Sochaux
- Vainqueur du Trophée des Champions en 2005 et en 2006 avec l'Olympique lyonnais
- Champion de France de Division 2 en 2001 avec le FC Sochaux et en 2016 avec l'AS Nancy-Lorraine
- Finaliste de la Coupe de la Ligue en 2003 avec le FC Sochaux

### En sélection nationale
- 22 sélections entre 2002 et 2005
- Vainqueur de la Coupe des Confédérations en 2003
- Vice-champion d'Europe Espoirs en 2002
- Participation au Championnat d'Europe des Nations en 2004 (1/4 de finaliste)

### Distinctions individuelles
- Membre de l'équipe-type de Ligue 1 en 2003 et en 2004